# Kwas chloroplatynowy
Kwas chloroplatynowy, kwas heksachloroplatynowy – nieorganiczny związek chemiczny, jeden z najczęściej spotykanych związków platyny, rozpuszczalny w wodzie. Zwykle występujący w postaci uwodnionej o wzorze H
2PtCl
6·6H
2O. Sole kwasu chloroplatynowego nazywane są chloroplatynianami.

## Otrzymywanie
Kwas chloroplatynowy można otrzymać przez rozpuszczenie platyny w wodzie królewskiej:
Pt + 4HNO
3 + 6HCl → H
2PtCl
6 + 4NO
2 + 4H
2O

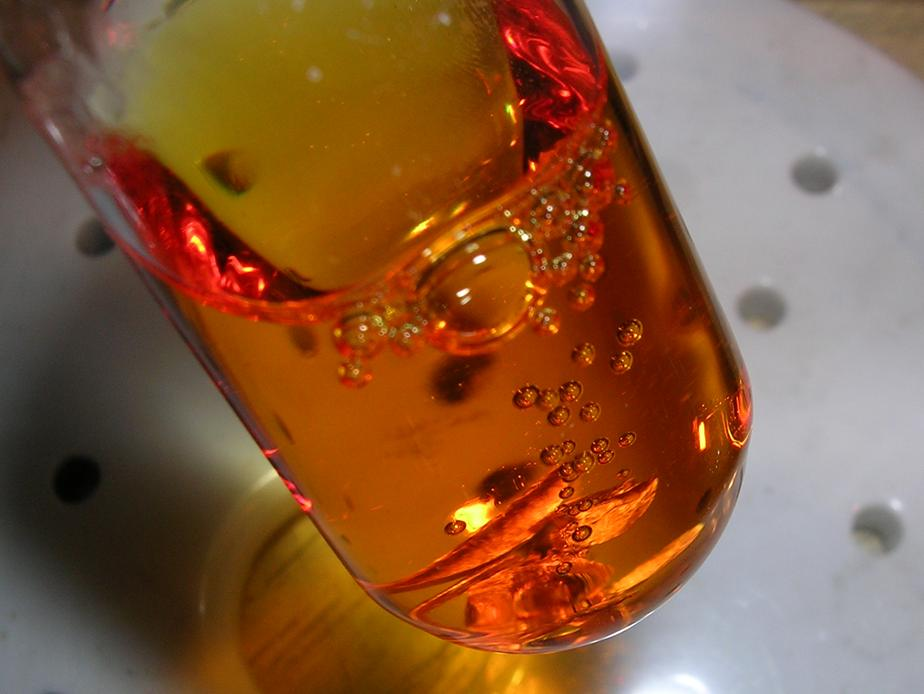
platyna roztwarzana w wodzie królewskiej
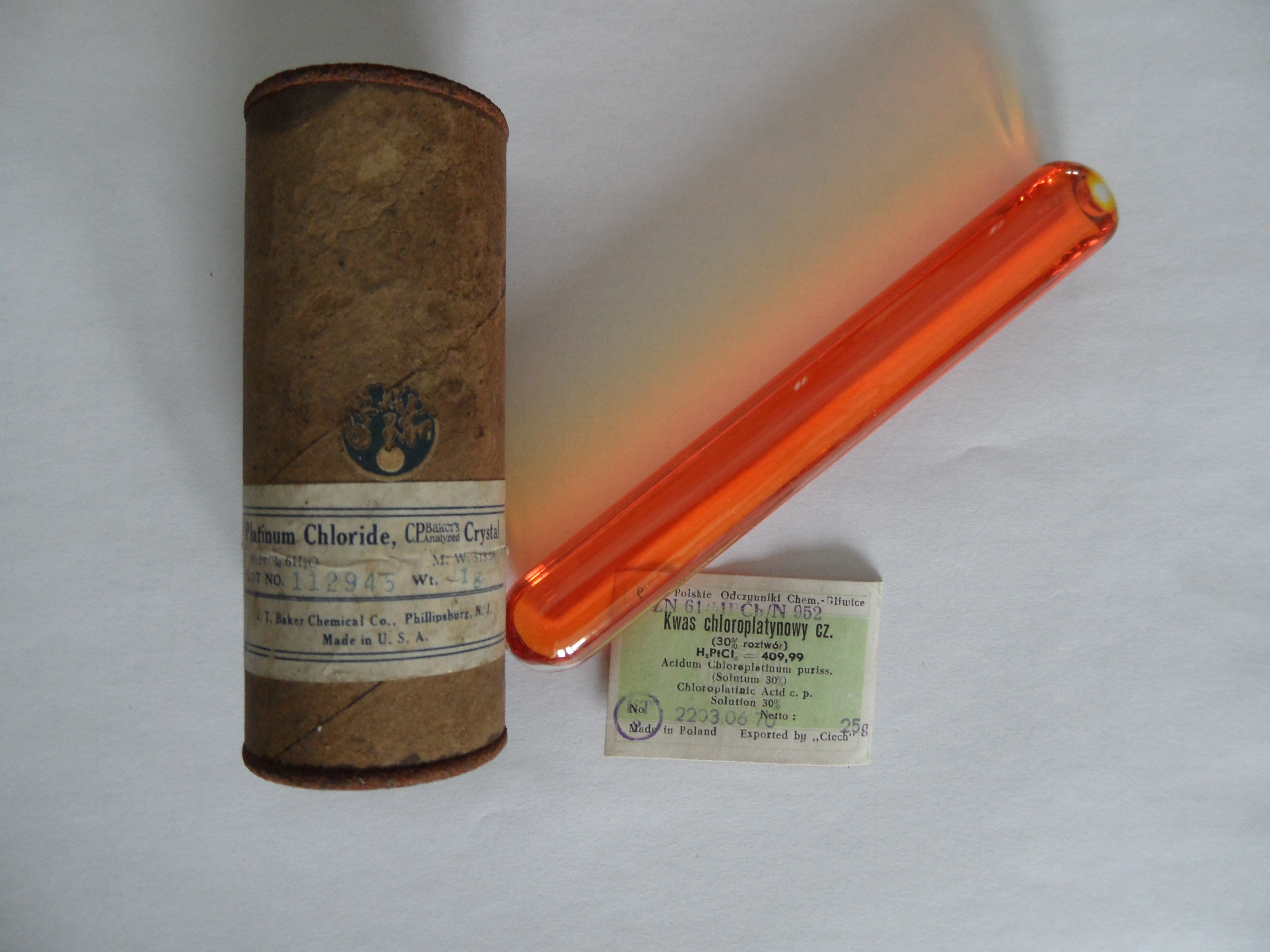
roztwór 30% kwasu chloroplatynowego

## Zastosowanie
Kwas heksachloroplatynowy wykorzystywany m.in. do ilościowego strącania potasu (jako heksachloroplatynian(IV) potasu) oraz w katalizie chemicznej (np. w produkcji czerni platynowej).